# Sune Fahlgren
Sune Fahlgren, född 4 april 1952 i Arnäs församling, Ångermanland, är en svensk pastor, teolog, förlagsredaktör och författare.
Han växte upp på en bondgård utanför Örnsköldsvik och verkade så småningom som skolevangelist, ungdomsledare, pastor (bland annat i Åsbro frikyrkoförsamling 1980–1986) och som fängelsepastor. Han blev sedan utbildningsledare och lärare vid Örebro Teologiska Högskola som tillhör Örebro Missionsskola innan han 1999 blev teologiredaktör vid Libris förlag där han var verksam till 2008. 
Han utsågs i februari 2008 till direktor för studieförbundet Bildas center i Jerusalem vid namn Swedish Christian Study Centres och tillträdde där under sommaren samma år. Han är nu universitetslektor vid Enskilda Högskolan Stockholm samt docent i kyrkovetenskap vid Uppsala universitet.
Sune Fahlgren har studerat teologi både i Örebro och Lund. År 2006 blev han teologie doktor då han disputerade vid Uppsala universitet med avhandlingen Predikantskap och församling.
Han har även ett förflutet inom sjukvården, där han en tid arbetat som undersköterska.